# Comano (Tesino)

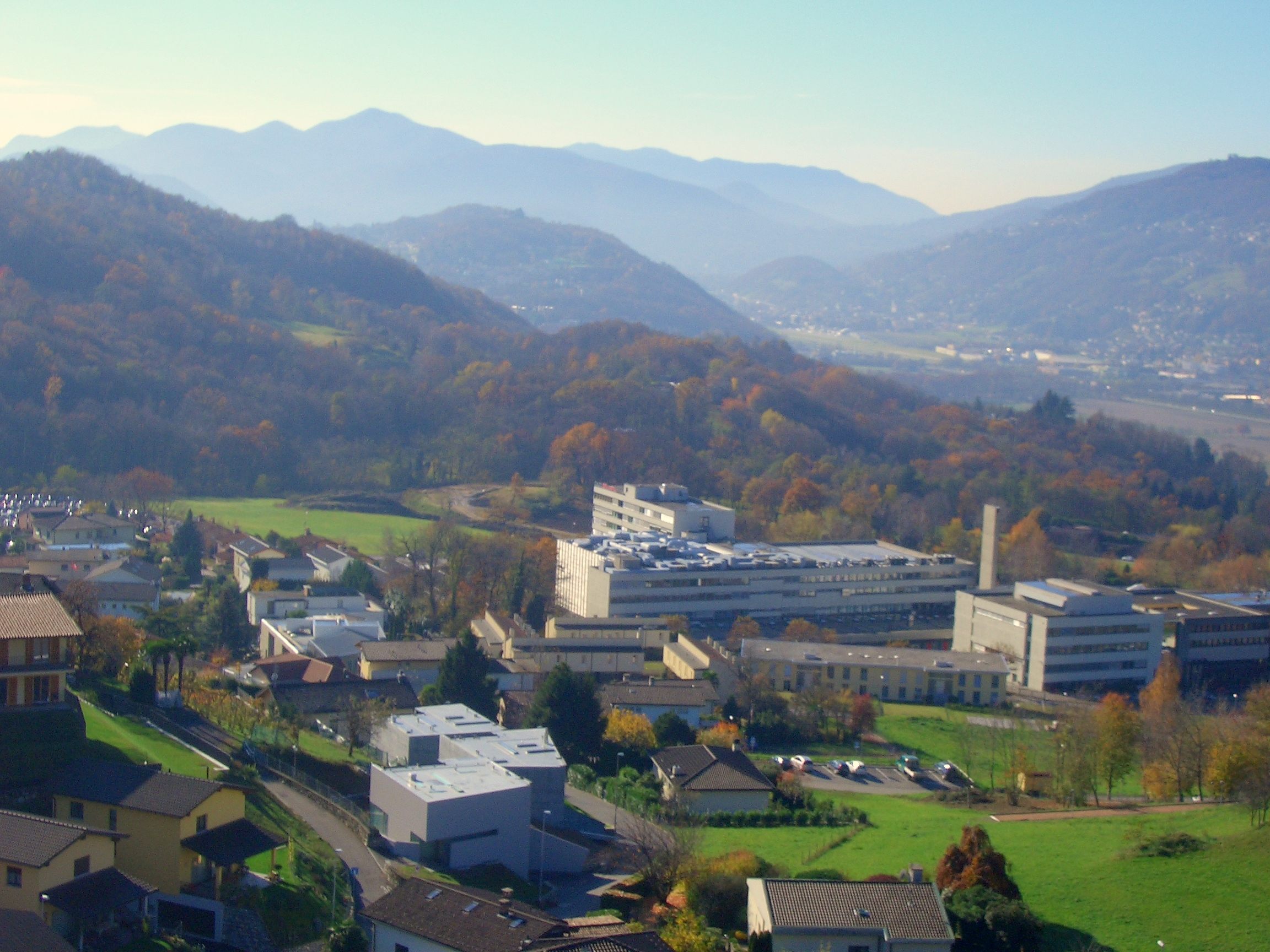
Zona de los estudios de la Televisión Suiza en italiano

Comano es una comuna suiza del cantón del Tesino, situada en el distrito de Lugano. Tiene una población estimada, a fines de 2021, de 2120 habitantes.

## Geografía
Se sitúa en la vertiente sur de la colina de San Bernardo (707 m sobre el nivel del mar). Limita al norte con las comunas de Origlio y Capriasca, al este con Canobbio, al sur con Porza, y al oeste con Cureglia.

## Historia
En el año 1159 se menciona por primera vez el pueblo, escrito como Cumano. La iglesia Santa Maria della Purificazione se consagró en el año 1359. En 1976 se trasladaron a Comano los estudios de la Televisione svizzera di lingua italiana.
Desde los años 70, la construcción del centro de producción de la Televisione svizzera di lingua italiana ha dado lugar a un marcado aumento de las viviendas en la periferia del pueblo y por tanto a un incremento de la población.

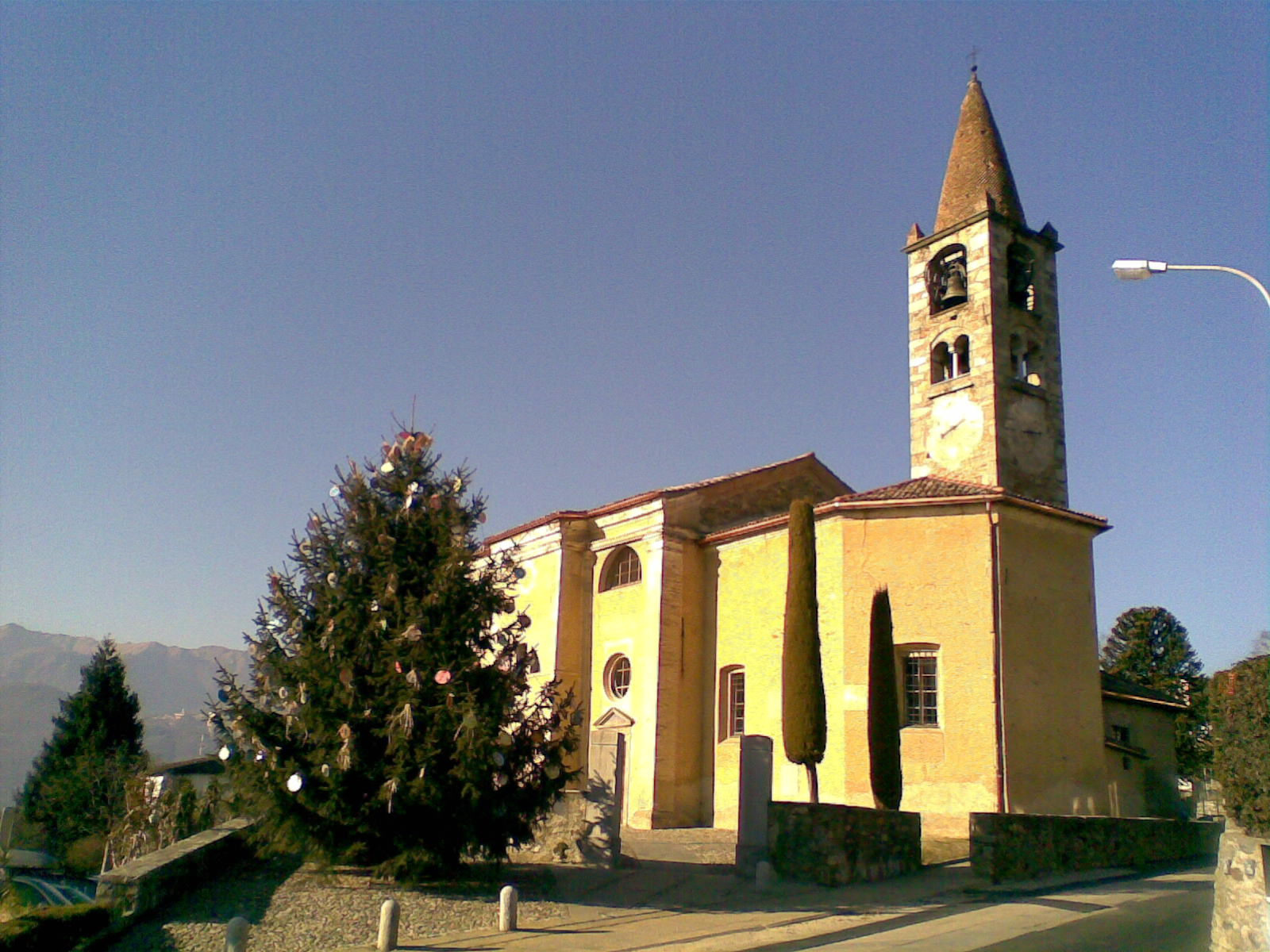
Iglesia principal de Comano, dedicada a Santa María.

## Demografía
| Evolución demográfica | Evolución demográfica |
| Año                   | Habitantes            |
| --------------------- | --------------------- |
| 1643                  | 595                   |
| 1670                  | 323                   |
| 1808                  | 246                   |
| 1850                  | 334                   |
| 1900                  | 405                   |
| 1910                  | 458                   |
| 1950                  | 441                   |
| 2009                  | 1905                  |
| 2021                  | 2120                  |